# Tamara Gee
Tamara Gee, wcześniej znana pod pseudonimem Isis Gee, właśc. Tamara Diane Gołębiowska, z domu Wimer (ur. 11 października 1972 w Seattle) – amerykańska piosenkarka, kompozytorka, autorka tekstów, producentka muzyczna i osobowość medialna pochodzenia polskiego.
W 1989 zwyciężyła w Międzynarodowym Konkursie Talentów w Los Angeles. W 1991 występowała w trasie koncertowej z orkiestrą Tony’ego Bennetta i koncertowała u boku McCoya Tynera. Fonograficznie debiutowała albumem pt. Hidden Treasure (2007), w kolejnych latach wydała jeszcze dwa albumy studyjne: Christmas Angel (2009) i Love, Tamara (2014). Reprezentantka Polski z utworem „For Life” w finale 53. Konkursu Piosenki Eurowizji (2008) w Belgradzie.

## Życiorys
Urodziła się w Seattle. Jej babka ze strony ojca, z zawodu adwokata, jest Polką. Ma siostrę.
Zaczęła występować na scenie w wieku pięciu lat. Uczęszczała na lekcje emisji głosu, śpiewała utwory z muzyki poważnej, pop, R&B, jazz, broadway oraz country. Gdy miała osiem lat, dołączyła do dziewczęcego chórku wokalnego. Cztery lata później zaczęła zarabiać pierwsze pieniądze za występy. Jako dziecko występowała w musicalach.

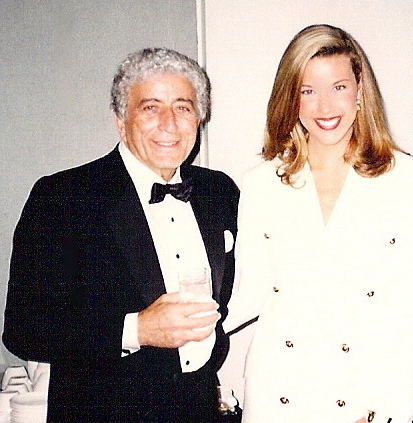
Gee i Tony Bennett

Mając 17 lat, wygrała Międzynarodowy Konkurs Talentów w Los Angeles. W 1991 pojawiła się gościnnie na dwóch albumach jazzowych oraz wyjechała na półtoraroczną trasę koncertową po Azji z orkiestrą Tony’ego Bennetta. W tym czasie występowała też z McCoyem Tynerem. W 1992 zaczęła nagrywać sekcje wokalne podczas sesji nagraniowej albumu The Jazz Police pt. Phantom Suite (2002). W 1993 pojawiła się gościnnie na albumie pt. No Time for Daydreams zespołu Room to Move. W 2000 zaśpiewała na płycie pt. Blazin’ orkiestry Bobby’ego Mediny. Po przeprowadzce do Los Angeles nawiązała współpracę ze Steve’em Dorffem.
W 2004 przeprowadziła się do Polski i zamieszkała z mężem w Warszawie. W tym czasie przybrała pseudonim Isis Gee, pod którym we wrześniu 2007 wydała pod szyldem Universal Music swój debiutancki album studyjny zatytułowany Hidden Treasure. Jednym z utworów, które miały znaleźć się na płycie, była piosenka „Sleep Away the Day”, która ostatecznie ukazała się na składance Underwater Love z 22 maja 2009. W ramach promocji albumu wzięła udział jesienią 2007 w szóstej polskiej edycji programu rozrywkowego TVN Taniec z gwiazdami; w parze z Żorą Korolyovem odpadła w dziewiątym odcinku, zajmując piąte miejsce. Podczas treningów do jednego z odcinków złamała trzy żebra. Również w 2007 współpracowała z producentem Christopherem „Schillerem” von Deylenem, komponując i nagrywają wokale do utworu „Fate” umieszczonego na jego albumie pt. Sehnsucht z 2008.
W styczniu 2008 pojawiły się spekulacje, że weźmie udział w programie Big Brother VIP, jednak nie znalazła się na liście uczestników. 23 lutego z utworem „For Life” zwyciężyła w programie Piosenka dla Europy 2008, zdobywają maksymalną liczbę 24 punktów w głosowaniu jurorów i telewidzów, dzięki czemu została reprezentantką Polski w 53. Konkursu Piosenki Eurowizji w Belgradzie. Przed udziałem w konkursie wystąpiła w irlandzkim programie reality-show The Late Late Show. 20 maja wystąpiła jako dziesiąta w kolejności podczas pierwszego półfinału konkursu i z dziesiątego miejsca awansowała do sobotniego finału rozgrywanego 24 maja. Zajęła w nim przedostatnie, 24. miejsce z 14 punktami na koncie. Po konkursie zajęła trzecie miejsce w dwóch kategoriach (najlepszy występ wokalistki i najlepiej ubrany wykonawca) w plebiscycie portalu ESC Today.

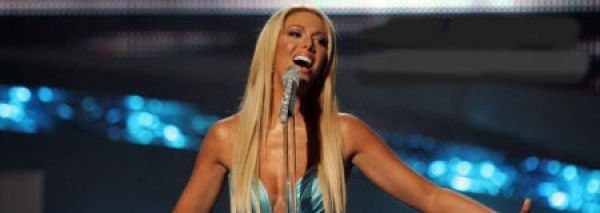
Gee podczas występu w 53. Konkursie Piosenki Eurowizji (2008)

W grudniu 2008 jej album pt. Christmas Angel, który nagrała z udziałem Harlem Gospel Choir, został dołączony do kwartalnika „Promenada Sukcesu”. Na płytę nagrała autorskie piosenki i covery kolęd „Holy Night” oraz „Jezus malusieńki”, z którym współpracowała również nad utworem „Time of Change”, który wykonała podczas uroczystości zaprzysiężenia 44. amerykańskiego prezydenta, Baracka Obamy. W maju 2009 nagrany przez nią utwór „Too Far from Here” ukazał się na albumie Piotra Rubika pt. RubikOne.

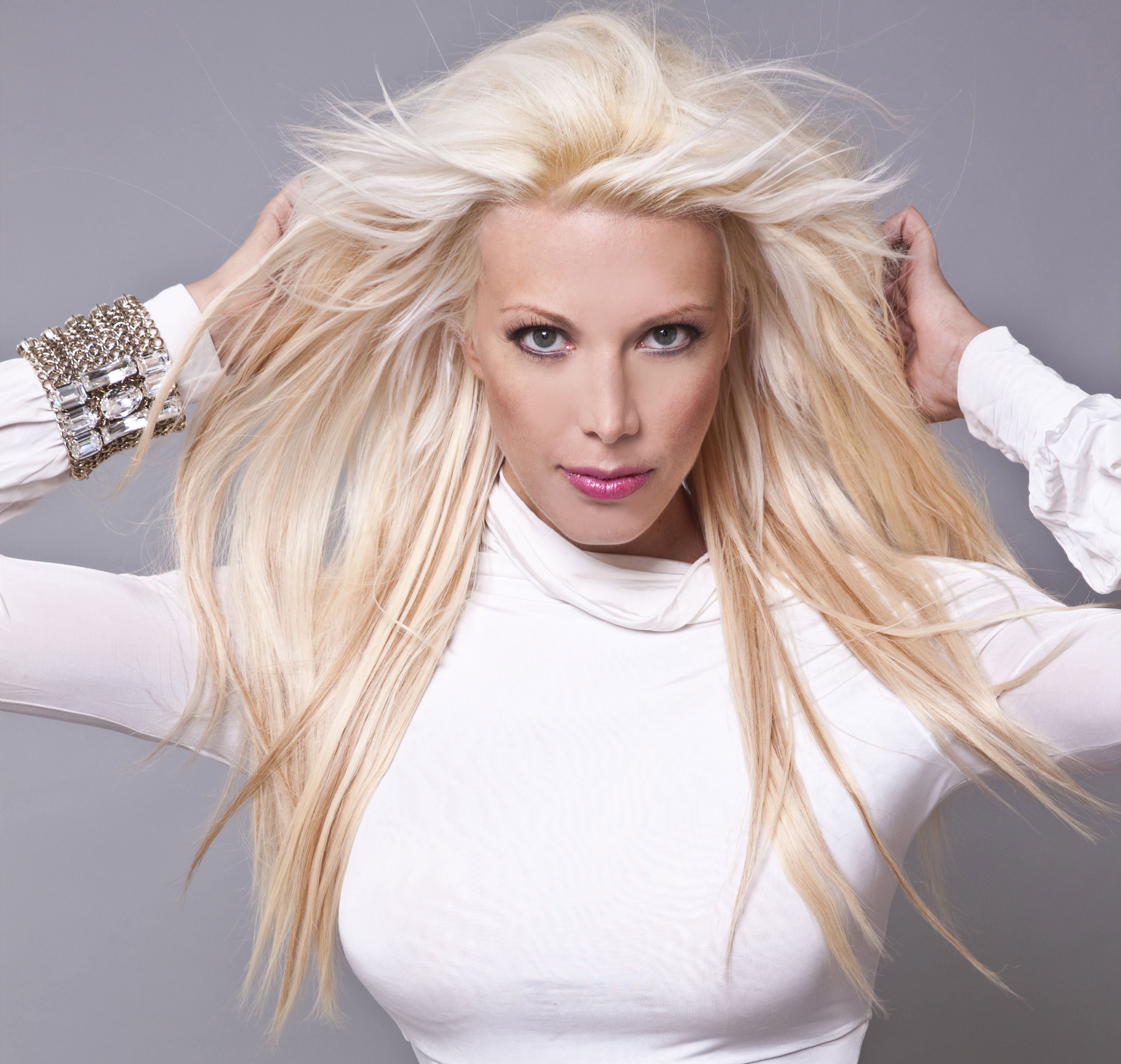
Gee (2011)

Po przeprowadzeniu się z mężem do Włoch w 2009 została rzeczniczką i twarzą włoskiej firmy kosmetycznej NEBU Milano. Wcześniej pojawiła się na okładce włoskiego magazynu „Shopping for You”. Pod koniec stycznia 2011 wydała singiel „How About That?”, do którego zrealizowała teledysk z udziałem Artura Cieciórskiego. W listopadzie tego samego roku poinformowała o zmianie pseudonimu artystycznego na Tamara Gee. Pod koniec 2013 podpisała umowę z agencją Jim Morey Management, a jej reprezentantem został Walter Afanasieff. 14 lutego 2014 wydała utwór „Your Alibi”, który umieściła na albumie pt. Love, Tamara, wydanym 27 listopada, w Dniu Dziękczynienia w Stanach Zjednoczonych.

## Życie prywatne
W 2004 wyszła za Adama Gołębiowskiego, z którym zamieszkała w Warszawie.
W 2007 została pomówiona o transseksualizm przez polskich dziennikarzy, Kubę Wojewódzkiego i Roberta Leszczyńskiego. Reprezentująca ją wytwórnia Universal Music Polska zarzuciła mediom „łamanie podstawowych reguł etycznych i naruszanie dobra osobistego”. Gee zaprzeczyła spekulacjom, umieszczając na swojej oficjalnej stronie swoje zdjęcia z dzieciństwa. Leszczyński przeprosił Gee, wystosowując oświadczenie na łamach magazynu „Wprost”. Wydawca tygodnika został ukarany finansowo i zobowiązał się do wypłaty zadośćuczynienia artystce.

## Dyskografia
Albumy studyjne
- Hidden Treasure (2007)
- Love, Tamara (2014)

Albumy świąteczne
- Christmas Angel (2009)

Single
| Rok  | Tytuł                | Album           |
| ---- | -------------------- | --------------- |
| 2007 | „Hidden Treasure”    | Hidden Treasure |
| 2007 | „What You See”       | Hidden Treasure |
| 2008 | „For Life”           | Hidden Treasure |
| 2008 | „Fate”               | Sehnsucht       |
| 2008 | „Christmas Angel”    | Christmas Angel |
| 2009 | „Times of Change”    | –               |
| 2009 | „Too Far From Here”  | RubikOne        |
| 2009 | „Sleep Away the Day” | Underwater Love |
| 2010 | „Live”               | Live            |
| 2011 | „How About That?”    | –               |
| 2014 | „Your Alibi”         | Love, Tamara    |